# 농암로
농암로(Nongam-ro)는 경상북도 안동시 와룡면 와룡삼거리에서 봉화군 재산면 잇는 도로이다.

## 주요 경유지
경상북도
- 안동시 (와룡면 - 예안면) - 봉화군 (재산면)

## 노선
| 이름          | 접속 노선                        | 소재지 | 소재지                                 | 비고 |
| ------------- | -------------------------------- | ------ | -------------------------------------- | ---- |
| 와룡삼거리    | 국도 제35호선 (퇴계로)           | 안동시 | 와룡면                                 |      |
| 너실재        |                                  | 안동시 | 와룡면                                 |      |
| 주전교        |                                  | 안동시 | 와룡면                                 |      |
|               | 예안면                           | 안동시 |                                        |      |
| 정산삼거리    | 지방도 제935호선 (임예로)        | 안동시 | 지방도 제933호선, 지방도 제935호선구간 |      |
| 태곡교        |                                  | 안동시 | 지방도 제933호선, 지방도 제935호선구간 |      |
| (이름없음)    | 지방도 제935호선 (부포로)        | 안동시 | 지방도 제933호선, 지방도 제935호선구간 |      |
| (이름없음)    | 지방도 제920호선 (장길로)        | 안동시 |                                        |      |
| 삼계교        |                                  | 안동시 |                                        |      |
| 남면삼거리    | 지방도 제918호선 (재산로) 재일로 | 봉화군 | 재산면                                 |      |
| 재산로와 직결 |                                  |        |                                        |      |

## 주요 시설및 건물
- 주진휴게소 (농암로 1040/라소리 150-8)
- 예안면보건지소 (농암로 1481/정산리 675-12)
- 월곡초등학교 삼계분교장 (농암로 2384/삼계리 277)
- 예안면삼계보건진료소 (농암로 2407/삼계리 321-2)